# کلاتوی

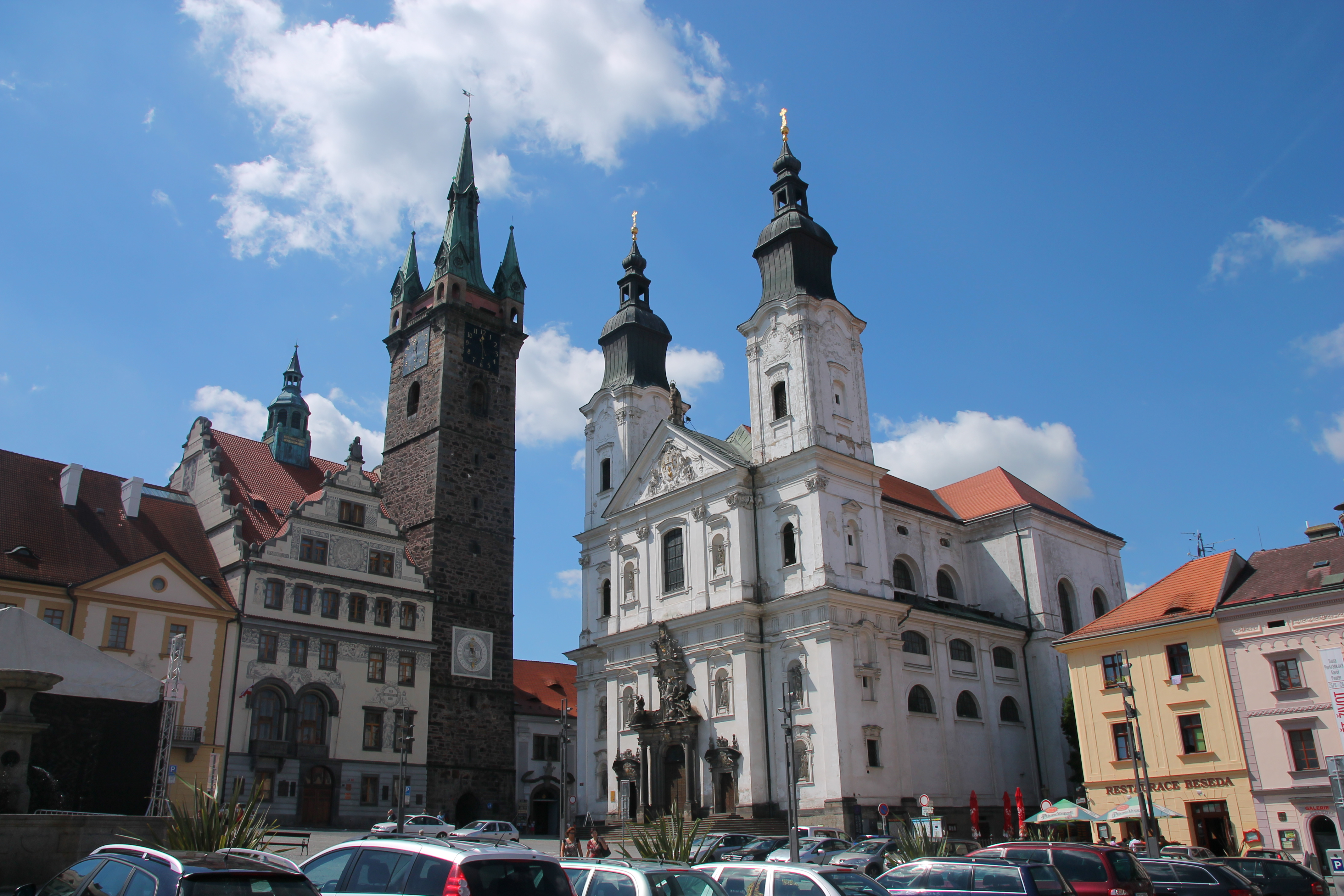
مرکز شهر کلاتوی

کلاتُوی (به چکی: Klatovy) شهری در منطقه پلزن کشور جمهوری چک است که جمعیت آن در سال ۲۰۰۷ میلادی ۲۲٫۸۹۰ نفر بوده‌است.